# Bocq (rivière)
Le Bocq est une rivière de Belgique, affluent de la Meuse en rive droite. Il coule entièrement en province de Namur.

## Géographie
Le Bocq prend sa source dans le Condroz à Scy (Hamois), à 305 mètres d'altitude. Il traverse les villages de Mohiville, Achet, Hamois, Emptinne, Braibant et Spontin. À partir de ce village, sa vallée devient plus boisée. À Bauche, il reçoit les eaux du Crupet, son affluent principal. Après un parcours de 45 km, il se jette dans la rive droite de la Meuse à Yvoir, à une altitude de 90 mètres. Sa pente moyenne est de 0,48 % et la superficie de son bassin versant est de 230 km2.

## Communes traversées
- Hamois (villages de Scy, Mohiville, Achet, Hubinne, Hamois, Emptinne).
- Ciney (villages de Emptinal, Braibant, Senenne).
- Yvoir (depuis Spontin, Bauche, jusqu'au centre d'Yvoir où est situé son confluent avec la Meuse).

## Affluents
- Le Crupet (rive droite)
- Le Leignon (rive gauche)
- Le Petit Bocq (rive droite)
- Le Potriat (rive gauche)
- Le Mauge (rive droite)

## Économie
- Deux carrières de pierre sont encore exploitées entre Spontin et Yvoir. Il y en eut plusieurs dizaines au début du vingtième siècle, ce qui justifia notamment la pose d'une ligne de chemin de fer.
- Dans son tronçon inférieur, la rivière était émaillée de moulins utilisés pour moudre le grain ou, dans le hameau de Chansin notamment, générer l'électricité  nécessaire au concassage des pierres calcaires.
- L'eau de quelques sources situées dans la vallée du Bocq sur le territoire de Spontin, Dorinne et Crupet est captée par Vivaqua, ex Compagnie Intercommunale Bruxelloise des Eaux (CIBE) à raison de 34 à 55.000 m³/jour [2]. Elle alimente le réseau de distribution d'eau potable de Bruxelles à hauteur de 15 % environ.
- L'eau de trois sources à Spontin était captée par la société Spadel depuis 1922. Elle était mise en bouteille sur place. Elle servait aussi à la fabrication de limonade. L'exploitation des sources de Spontin a été projetée par Mecca Cola en août 2011[3]. Cette reprise a avorté en 2012 [4].
- Le Bocq a donné son nom à la brasserie du Bocq à Purnode.
- La ligne de chemin de fer 128 longe le Bocq de Braibant à Yvoir. Cette ligne est exploitée comme ligne touristique par le chemin de fer du Bocq.

## Débit
Le module de la rivière mesuré à Yvoir (bassin versant de 230 km2), entre 1980 et 2003 est de 2,21 m3/s. Durant la même période on a enregistré :
- Une moyenne de 3,57 m3/s en 1981, débit annuel moyen maximal sur la période.
- Un débit annuel moyen minimal de 1,0 m3/s en 1996.

Source : Ministère de la Région Wallonne.

## Personnification
Les eaux du Bocq approvisionnent Bruxelles et particulièrement la commune de Saint-Gilles. En 1894, pour fêter le 25e anniversaire de la captation des eaux du Bocq, une personnification de la rivière a été commandée au sculpteur Jef Lambeaux. Celui-ci a sculpté une plantureuse jeune nymphe, la Déesse du Bocq, une ode à la joie et à la liberté, qui a été placée devant l'hôtel de ville de Saint-Gilles. Mais jugée indécente par les bons esprits de l'époque, elle fut reléguée dans les caves communales jusqu'en 1976, date à laquelle elle fut rendue à la lumière, à la place Van Meenen, devant l'hôtel de ville.

## Protection
L'ensemble formé par l'embouchure du Bocq était classé au patrimoine majeur de Wallonie du 20 avril 1982 au 18 juillet 2023 :
 Patrimoine classé (1982, no 91141-CLT-0020-01)